# Lionel Bah
Lionel Bah (* 2. Februar 1980 in Oullins, Frankreich) ist ein ehemaliger französisch-ivorischer Fußballspieler.

## Karriere

### Verein
Bah begann seine Karriere 1999 bei CS Louhans-Cuiseaux, wo er aber nur ein Spiel machte und den Verein am Ende des Jahres verließ. Von dort aus wechselte er zu EA Guingamp, aber auch dort gelang ihm nicht richtig der Durchbruch und in fünf Jahren kam er auf 37 Spiele und vier Tore. 2005 wechselte er zu Stade Reims, wo er endlich Stammspieler wurde. Doch auch dort wechselte er nach einem Jahr zu US Créteil. Von Créteil aus wechselte er wiederum ein Jahr später zu US Boulogne. Im Juni 2008 führte er Verhandlungen mit dem bulgarischen Klub Lewski Sofia, doch entschied sich im August 2008 zum zyprischen Verein APOP Kinyras Peyias zu wechseln. Nach einem erfolgreichen Wechsel zum rumänischen Klub Astra Ploiești im Januar 2009 erhielt er dort einen Vertrag über sechs Monate. Er trug einen großen Teil dazu bei, dass es Astra Ploiești gelang in die erste Liga aufzusteigen. Doch sein Vertrag wurde nicht verlängert. Zur Saison 2010/11 kehrte er zu seinem ersten Profiverein CS Louhans-Cuiseaux zurück. Im Sommer 2012 wechselte er zu ASF Andrézieux.

### Nationalmannschaft
Im März 2007 war er einer von vier Spielern, die zum Africa-Cup 2008 Qualifikationsspiel gegen Madagaskar in Antananarivo nachnominiert wurden, da einige Spieler kurzfristig durch Verletzungen ausfielen. Lionel Bah absolvierte drei Länderspiele für die Elfenbeinküste.